# Sayed Darwish
Sayed Darwish (Arabisch: سيد درويش; Alexandrië, 17 maart 1892 – aldaar, 15 september 1923) was een Egyptische componist, zanger en muzikant. Hij wordt beschouwd als de vader van de moderne Egyptische muziek en een van de belangrijkste vernieuwers binnen de Arabische muziek in het begin van de 20e eeuw. Zijn compositie Bilady, Bilady, Bilady werd later het nationale volkslied van Egypte.

## Biografie
Sayed Darwish werd geboren in de wijk Kom al-Dekka in Alexandrië. Hij volgde onderwijs aan een religieuze school (kuttab), waar hij de Koran leerde reciteren, en studeerde korte tijd aan de Al-Azhar-universiteit in Caïro. Op jonge leeftijd werkte hij in de bouw en zong in cafés en theaters om in zijn levensonderhoud te voorzien.
Zijn muzikale talent werd ontdekt door de Syrische Attallah-theatergroep, waarmee hij naar Syrië en Libanon reisde. Daar kwam hij in aanraking met nieuwe muzikale stijlen en leerde hij componeren voor toneel en operettes.

## Carrière
Vanaf 1917 vestigde Darwish zich in Caïro, waar hij werkte als componist, zanger en dirigent. Hij schreef muziek voor talloze toneelstukken en operettes, vaak in samenwerking met toneelschrijvers zoals Badiʿ Khayri. Zijn werk kenmerkt zich door het combineren van traditionele Egyptische volksmuziek en klassieke Arabische vormen met westerse harmonieën en structuren.
Tijdens de Egyptische Revolutie van 1919 componeerde hij verschillende patriottische liederen, waaronder Oum ya Masri en Bilady, Bilady, Bilady. Dit laatste werk werd in 1979 officieel aangenomen als het nationale volkslied van Egypte.

## Stijl en invloed
Darwish moderniseerde de klassieke Arabische muziek door traditionele vormen zoals de dawr en muwashshaḥāt te vernieuwen en toegankelijker te maken. Zijn liederen behandelden uiteenlopende thema’s, van liefde en sociale kritiek tot nationalisme. Hij schreef ook muziek voor maatschappelijke satire en volksopera’s.
Zijn invloed reikte ver na zijn dood, artiesten zoals Mohamed Abdel Wahab, Mohamed Fawzi en Umm Kulthum werden sterk door zijn werk geïnspireerd. In Egypte zijn straten, theaters en standbeelden naar hem vernoemd.

## Overlijden
Sayed Darwish overleed op 15 september 1923 in Alexandrië, op 31-jarige leeftijd. Zijn dood viel samen met de terugkeer van nationalist Saad Zaghloul uit ballingschap. Tijdens deze gebeurtenis werd Bilady, Bilady, Bilady spontaan gezongen door de menigte, wat de status van het lied als symbool van de nationale beweging versterkte.